# Federico Pisani
Federico Pisani (Castelnuovo di Garfagnana, 25 luglio 1974 – Milano, 12 febbraio 1997) è stato un calciatore italiano, di ruolo attaccante.

## Biografia
La sua vita venne bruscamente spezzata a causa di un incidente stradale con la sua BMW 320 cabrio, mentre si trovava in compagnia della fidanzata Alessandra Midali – anche lei deceduta nell'incidente –  e di due amici – rimasti illesi – il 12 febbraio 1997 sull'autostrada Milano-Laghi. Stava rincasando dopo una serata passata al casinò di Campione d'Italia.

## Carriera
Cresciuto nel settore giovanile dell'Atalanta, dopo qualche anno è passato al Margine Coperta, società satellite della società nerazzurra in provincia di Pistoia. Tornato a Bergamo, debuttò in Serie A a 17 anni. Nella Primavera nerazzurra era stato allenato da Cesare Prandelli. Spesso impiegato a partita iniziata, nella sua breve carriera ha totalizzato complessivamente 44 presenze e 5 reti in Serie A.

## Riconoscimenti postumi
In seguito alla morte del calciatore, l'Atalanta decise di ritirare la maglia numero 14 da lui indossata, nonché di intitolargli sia il campo principale del Centro Sportivo Bortolotti a Zingonia sia la curva Nord dello stadio di Bergamo. È sepolto nel cimitero di Poggio, frazione del comune di Camporgiano (LU); Christian Vieri, ex compagno di squadra, lo ha ricordato nel suo libro Chiamatemi Bomber.

## Statistiche

### Presenze e reti nei club
| Stagione        | Squadra         | Campionato      | Campionato | Campionato | Coppe nazionali | Coppe nazionali | Coppe nazionali | Coppe continentali | Coppe continentali | Coppe continentali | Altre coppe | Altre coppe | Altre coppe | Totale | Totale |
| Stagione        | Squadra         | Comp            | Pres       | Reti       | Comp            | Pres            | Reti            | Comp               | Pres               | Reti               | Comp        | Pres        | Reti        | Pres   | Reti   |
| --------------- | --------------- | --------------- | ---------- | ---------- | --------------- | --------------- | --------------- | ------------------ | ------------------ | ------------------ | ----------- | ----------- | ----------- | ------ | ------ |
| 1991-1992       | Atalanta        | A               | 6          | 0          | CI              | 0               | 0               | -                  | -                  | -                  | -           | -           | -           | 6      | 0      |
| 1992-1993       | Atalanta        | A               | 6          | 1          | CI              | 0               | 0               | -                  | -                  | -                  | -           | -           | -           | 6      | 1      |
| lug.-nov. 1993  | Atalanta        | A               | 4          | 0          | CI              | 0               | 0               | -                  | -                  | -                  | -           | -           | -           | 4      | 0      |
| nov. 1993-1994  | Monza           | B               | 21         | 2          | CI              | 0               | 0               | -                  | -                  | -                  | -           | -           | -           | 21     | 2      |
| 1994-1995       | Atalanta        | B               | 20         | 1          | CI              | 2               | 0               | -                  | -                  | -                  | CAI         | ?           | ?           | 22+    | 1+     |
| 1995-1996       | Atalanta        | A               | 26         | 4          | CI              | 6               | 1               | -                  | -                  | -                  | -           | -           | -           | 32     | 5      |
| 1996-1997       | Atalanta        | A               | 2          | 0          | CI              | 0               | 0               | -                  | -                  | -                  | -           | -           | -           | 2      | 0      |
| Totale Atalanta | Totale Atalanta | Totale Atalanta | 64         | 6          |                 | 8               | 1               |                    | -                  | -                  |             | ?           | ?           | 72+    | 7+     |
| Totale carriera | Totale carriera | Totale carriera | 85         | 8          |                 | 8               | 1               |                    | -                  | -                  |             | ?           | ?           | 93+    | 9+     |

## Palmarès

### Club
- Campionato Primavera: 1

Atalanta: 1992-1993
- Torneo di Viareggio: 1

Atalanta: 1993